# Socijalistička Republika Makedonija
Socijalistička Republika Makedonija (SR Makedonija, SRM) je bivša jugoslavenska republika. Preimenovana je u "Socijalističku Republiku" kad i ostale jugoslavenske republike, Ustavom iz 1963., a osamostalila se 1992., te potom promijenila naziv u "Republika Makedonija". Spadala je među najnerazvijenije jugoslavenske republike, a po veličini je bila četvrta, prije SR Slovenije i SR Crne Gore. Službeni jezik bio je makedonski, a albanski i turski su se takoder rabili kao službeni jezici u općinama s brojnom albanskom i turskom narodnošću, te u školskomu sustavu. Ustav SR Makedonije je odredio SRM kao nacionalnu državu makedonskoga naroda, te albanske i turske narodnosti.
SR Makedonija je nastala na teritoriju koje je u Balkanskim ratovima 1912.-1913. bila zauzela Kraljevina Srbija, ali na kojemu se nije govorilo srpski jezik i na kojemu nije među stanovništvom raširena srpska nacionalna svijest. Na tom se području u dotadašnjem okviru Otomanskog Carstva nije bila ostvarena mogućnost za razvoj slavenskih obrazovnih, znanstvenih i drugih institucija; a okviru protu-otomanske revolucionarne organizacije VMRO se zapravo širila ideja o pripadnosti jezično i kulturalno izrazito srodnom bugarskom narodu. U okviru Kraljevine Jugoslavije između dva svjetska rata se nastojalo tamo graditi srpske institucije i uvjeriti Makedonce da su Srbi. U razdoblju nakon kraja II. svjetskog rata (u samom II. svjetskom ratu Bugarska je sebi bila pripojila glavninu teritorija Makedonije) je uspostavljena Narodna (od 1963. god.: Socijalistička) Republika Makedonija kao federalna jedinica komunističke Jugoslavije, u kojoj su Makedonci nacija (u Makedoniji su postojale u značajnom broju nacionalne manjine, u prvom redu Albanci u područjima uz zapadnu granicu), s vlastitim nacionalnim institucijama, u skladu s političkim ciljevima Komunističke partije Jugoslavije. Tako je u Skoplju pokrenuto visoko školsko u Makedoniji 1949. godine, osnivanjem prva tri fakulteta iz kojih je nastalo Sveučilište Svetog Ćirila i Metoda.  Te su makedonske institucije, a i gospodarstvo koje se postupno industrijaliziralo, izgrađivane u jugoslavenskom kontekstu, tj. uz pomoć i pod utjecajem institucija iz drugih federalnih jedinica SFR Jugoslavije.

## Poznati makedonski komunisti
- Lazar Koliševski
- Lazar Mojsov

- Grb NR Makedonije (1946-1947)
- Makedonski grb u žutoj inačici
- Makedonski grb u crvenoj inačici
- Zastava s inačicom petokrake zvijezde